# Castelo de Drée
O Château de Drée é um castelo histórico em Curbigny, Saône-et-Loire, Bourgogne-Franche-Comté, na França. Foi construído no século XVII. Está classificado como monumento histórico oficial pelo Ministério da Cultura da França desde 1959.